# Totem (zespół muzyczny)
Totem – zespół wywodzący się z Bukowna, grający muzykę metalcore, lekko nawiązującą do death i thrash metalu z wieloma elementami „szwedzkiej szkoły” melodyjnego death metalu. Powstał na bazie zespołu Fatal Error.

## Historia

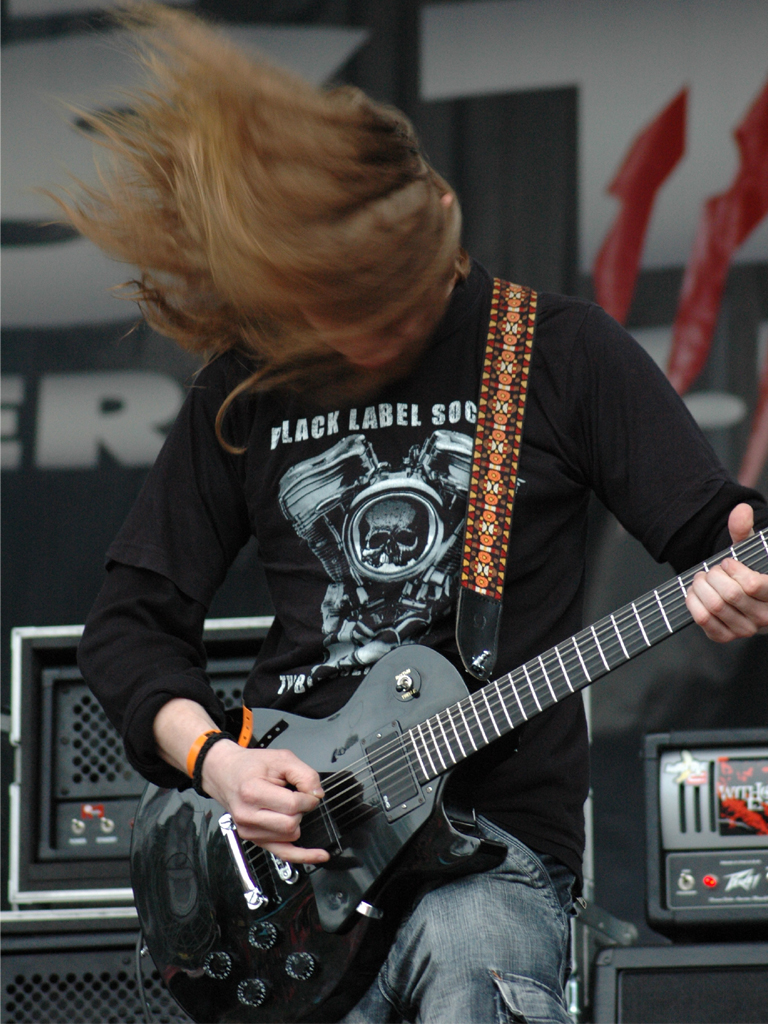
Gniewomir „Rudy” Latacz na festiwalu Hunter Fest 2007

Zespół został założony w styczniu 2002 w małym miasteczku Bukowno, 40 km od Krakowa. W pierwszym składzie znajdowali się: Wera (wokal), Dzierż (gitara), Marcin (gitara), Przema (gitara basowa) i Toma (perkusja). Ich celem było granie melodyjnego thrash/death metalu zainspirowanego przez zespoły Sepultura, Slayer, Arch Enemy czy In Flames. W kwietniu 2002 zespół nagrał pierwsze demo Pink Drink With Red Bullshit.
Z początkiem lipca 2002 narodził się pomysł nagrania debiutu, nowi muzycy dołączyli do zespołu i we wrześniu 2002 Totem wszedł do Zed Studio w Olkuszu, gdzie pierwszy album Intro został nagrany w składzie: Wera, Auman, Dzierż, Rudy, Fulba i Toma. W ramach promocji Intro zespół zagrał wiele koncertów, wliczając w to polską trasę Thrash The South z takimi zespołami jak Horrorscope, The No-Mads, Atrophia Red Sun, Whorehouse oraz mini-trasę z Decapitated.
Latem 2004 zespół wszedł ponownie do Zed Studio w Olkuszu w celu nagrania drugiego albumu Day Before the End. Album ukazał się w sklepach w sierpniu 2005 wraz z magazynem Thrash'em All (Empire Records). Rok później zespół zajął 1. miejsce w plebiscycie magazynu branżowego Mystic Art w kategorii debiutant roku 2004. W latach 2005–2007 zespół zagrał na wielu festiwalach i koncertach, gdzie promował swój nowy album.
W marcu 2006 zespół wziął udział w Metal Marathon Tour razem z Chainsaw, w październiku 2006 w Metal Union Road Tour razem z Flapjack, Schizma, Hedfirst, Blood Is The Harvest. Totem pojawił się również na festiwalach Hunter Fest 2006 i 2007 oraz Metalmania 2006.
Niektórzy członkowie Totem udzielają się również w innych polskich zespołach: Wera śpiewa w Sceptic, Toma i Auman we Frontside, Rudy w Heart Attack.
Wiosną 2006 Auman z powodów osobistych postanowił opuścić zespół. W 2008 za pośrednictwem Metal Mind Productions zespół wydał album Day Before the End w Europie (21 stycznia) oraz w USA (18 marca).

## Muzycy

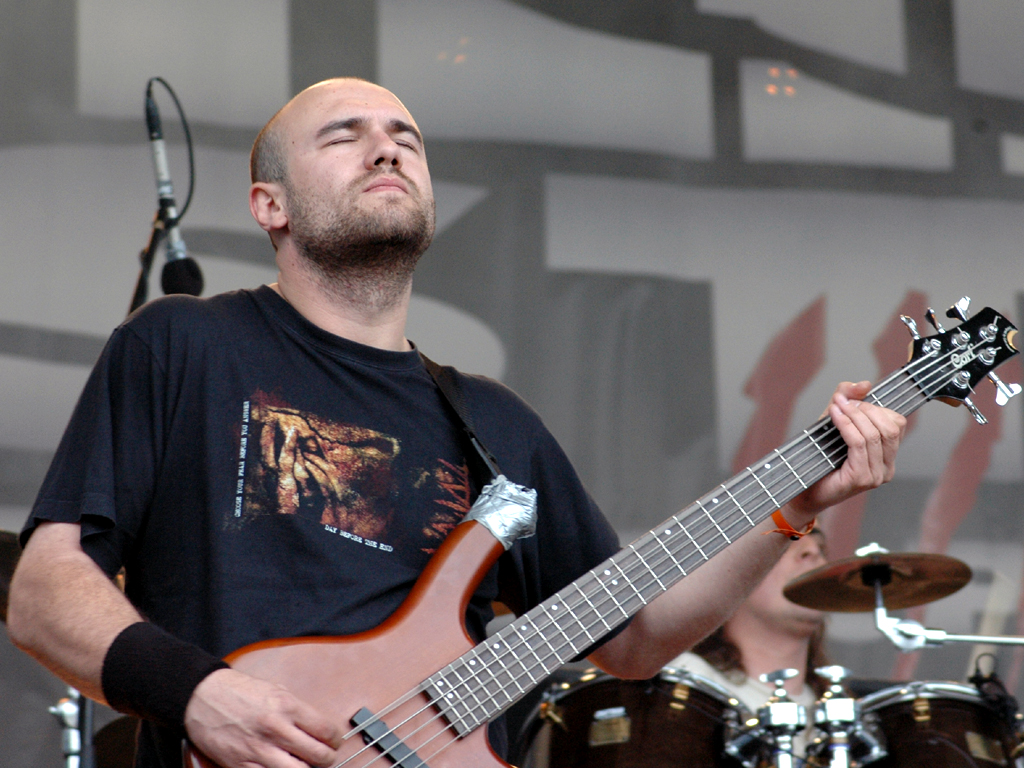
Łukasz „Fulba” Fulbiszewski na festiwalu Hunter Fest 2007

| Aktualni członkowie - Weronika „Wera” Zbieg – wokal (od 2002) - Wojtek „Nowak” Nowak – gitara basowa (od 2013) - Gniewomir „Rudy” Latacz – gitara (od 2002) - Tomasz „Dzierżu” Dzierżek – gitara (od 2002) - Jakub „Homik” Homik – perkusja (od 2014) |  | Byli członkowie - Marcin „Auman” Rdest – wokal (2002−2006) - Piotr „Butla” Halista – perkusja (2002) - Tomek „Toma” Ochab – perkusja (2002–2014) - Łukasz „Fulba” Fulbiszewski – gitara (2002–2013) |

## Dyskografia
- Pink Drink With Red Bullshit (demo, 2002)
- Intro (demo, 2002)
- Day Before the End (2005)
- Let’s Play (2011)[6]
- Limbo (EP, 2015)

## Teledyski
| Rok  | Tytuł             | Reżyseria                          | Album              |
| ---- | ----------------- | ---------------------------------- | ------------------ |
| 2005 | „Trash the South” | –                                  | Day Before the End |
| 2012 | „Let’s Play”      | Marcin Halerz, Red Pig Productions | Let’s Play         |